# 卡雷尔·佩谢克
卡雷尔·佩谢克（捷克語：Karel Pešek，1895年9月20日—1970年9月30日），捷克男子足球、冰球运动员。他曾代表捷克斯洛伐克参加1920年和1924年夏季奥林匹克运动会，其中1920年奥运会获得一枚铜牌。